# Relacions exteriors de Ruanda
Aquest és un article sobre les relacions exteriors de Ruanda. Ruanda ha estat el centre de molta atenció internacional des de la guerra i el genocidi ruandès de 1994. El país és membre actiu de les Nacions Unides, presidint el Consell de Seguretat durant part de 1995 i de nou en 2013-2014. La Missió d'Assistència de les Nacions Unides a Ruanda (UNAMIR), una operació de manteniment de la pau de l'ONU sota el capítol 6, va comptar amb personal de més de dotze països. La major part de les agències humanitàries i de desenvolupament de les Nacions Unides han tingut una gran presència a Ruanda.
Durant el punt més alt de la crisi, un període de tres mesos el 1994, l'ONU va treure la major part de les seves forces de manteniment de la pau, i pràcticament tot el suport estranger formal també va fugir. L'única altra nació que s'hi va implicar directament va ser França. Mentre que la Guerra Civil ruandesa era una seqüència complexa d'episodis violents que incloïen assassins i víctimes per tots els costats, la majoria dels historiadors coincideixen amb les afirmacions del Front Patriòtic Ruandès de que el genocidi de 1994 era una campanya hutu deliberada i metòdica per exterminar completament els tutsis i que els plans per al genocidi eren coneguts anticipadament pels funcionaris europeus, americans i de l'ONU.
Tot i que l'assistència estrangera formal es va evaporar a l'alçada de l'emergència, més de 200 organitzacions no governamentals realitzaven operacions humanitàries. Diversos països de l'oest d'Europa i d'Àfrica, Canadà, República Popular de la Xina, Egipte, Líbia, Rússia, la Santa Seu i la Unió Europea mantenen missions diplomàtiques a Kigali.
Ruanda és membre de la Nacions Unides, Unió Africana, Commonwealth de Nacions des de novembre de 2009; i la Comunitat de l'Àfrica Oriental, que pot esdevenir la Federació de l'Àfrica Oriental. El país també és membre de l'Associació de Gestió del Port d'Àfrica Oriental i Meridional (PMAESA).
In 2022, the Democratic Republic of Congo expels the Rwandan ambassador from the DRC.

## Relacions bilaterals
| Estat                        | Inici de relacions formals | Notes |
| ---------------------------- | -------------------------- | --- |
| Armenia                      | 2004                       | Ambdós estats establoren relacions diplomàtiques en 2004. |
| Bèlgica                      | 1 de juliol 1962           | - Bèlgica té una ambaixada a Kigali. - Ruanda té una ambaixada a Brussel·les. |
| Burundi                      |                            | Burundi i Ruanda disputen seccions de frontera sobre el riu Akanyaru i els rius Kagera/Nyabarongo, que han canviat de curs des dels anys 60, quan la frontera era delimitat; els conflictes transfronterers entre tutsi, hutu, altres grups ètnics, polítics rebels associats, bandes armades i diverses forces governamentals continuen a la regió dels Grans Llacs. |
| Canada                       | 1963                       | - Canadà té una oficina diplomàtica a Kigali. - Ruanda té una alta comissió a Ottawa. |
| República Popular de la Xina | 12 de novembre de 1971     | Vegeu relacions entre Ruanda i la República Popular de la Xina Xina i Ruanda van establir relacions diplomàtiques el 12 de novembre de 1971. |
| R.D. del Congo               |                            | En 1998 Ruanda i Uganda va envair la República Democràtica del Congo per donar suport als rebels congolesos que intentaven enderrocar al llavors president Laurent-Désiré Kabila. Les tropes ruandeses romanen al Congo, donant suport als rebels que pretenen enderrocar el fill de Laurent Kabila, Joseph Kabila, que ara és el president del Congo. Tanmateix, les tropes de Ruanda s'han retirat, darrere de les línies de separació establertes en el Acord d'alto el foc de Lusaka. El president de Ruanda, Paul Kagame, es va reunir amb el president de la República Democràtica del Congo, Joseph Kabila, a Goma el 6 d'agost de 2009. Va ser la primera reunió presidencial entre ambdós països durant 13 anys, quan els dos països van arribar a un desacord el 1996 després d'una invasió de Ruanda a l'est de Congo, un desacord que es va renovar el 1998 després d'un altra invasió. Ambdós presidents van passar més de dues hores en companyia i "van revisar tots els temes d'interès comú". Kabila l'anomena "el primer pas endavant" en el que qualifica com a "tota una nova era". Un mes abans de la reunió ambdós països havien nomenat ambaixadors a la capitals dels altres. |
| França                       |                            | Com a conseqüència de la complicitat francesa abans, durant i després del genocidi, amb els genocides, va tallar les relacions amb França al final de la guerra i va substituir el francès per l'anglès com a llengua oficial. Les relacions es van reprendre al novembre de 2009. Nicolas Sarkozy va visitar Kigali al febrer de 2010. El 2016 un tribunal francès va ordenar la reobertura del cas en què es va investigar el cas de l'accident de l'avió de Juvénal Habyarimana, president de Ruanda. El moviment va enfadar l'administració a Ghana. La Comissió Nacional per a la Lluita contra el Genocidi (CNLG) va emetre els noms dels oficials militars de 22 oficials requerits per ser interrogats. Els oficials van ser estacionats a França durant l'operació de la zona de seguretat turquesa de 1994. |
| Índia                        |                            | Vegeu relacions entre Ruanda i Índia - Índia està representada a Ruanda a través de la seva Alta Comissió a Kigali. - Ruanda té una ambaixada aNova Delhi. |
| Mèxic                        | 21 de gener de 1976        | - Mèxic està acreditat a Ruanda des de la seva ambaixada a Nairobi (Kenya) i manté un consolat honorari a Kigali. - Ruanda està acreditada a Mèxic des de la seva ambaixada a Washington, D.C. |
| Qatar                        | 4 de maig de 2017          | - Representants de Qatar i Ruanda van establir relacions diplomàtiques el 4 de maig de 2017 després de signar un comunicat conjunt a l'ONU. |
| Saint Kitts i Nevis          | 2018                       | Ambdós països van signar un acord sobre visats mutu a l'abril de 2018. |
| Aràbia Saudita               | 29 de març de 2018         | - Representants de l'Aràbia Saudita i Ruanda estableixen relacions diplomàtiques el 29 de març de 2018 a les Nacions Unides. També es van signar diversos acords bilaterals. |
| Corea del Sud                | 21 de març de 1963         | - L'establiment de relacions diplomàtiques entre la República de Corea (Corea del Sud) i la República de Ruanda és el 21 de març de 1963. |
| Estats Units                 |                            | Vegeu relacions entre Ruanda i els Estats Units Els interessos governamentals dels Estats Units han canviat significativament des del genocidi ruandès de 1994 a partir d'una preocupació estrictament humanitària que se centra en l'estabilitat i la seguretat a una aliança sòlida amb el govern de Ruanda enfocada al desenvolupament sostenible. Els programes governamentals més importants dels Estats Units són el Pla d'emergència del president per al socors de la sida (PEPFAR) i la Iniciativa del president per la malària, que tenen com a objectiu reduir l'impacte d'aquestes malalties debilitants a Ruanda. Altres activitats promouen el creixement econòmic rural i donar suport al bon govern i la descentralització. L'assistència exterior dels Estats Units a Ruanda ha augmentat quatre vegades durant els últims quatre anys. Aquest article incorpora;material de domini públic de llocs web o documents de the Departament d'Estat dels Estats Units (Notes de fons). |